# Prix Roger-Pic
Le prix Roger-Pic est un prix national de photographie organisé par la Société civile des auteurs multimédia (SCAM).
Créé en 1993 par le grand reporter et militant du droit d’auteur Roger Pic, un jury désigne le lauréat pour sa série d’images de reportage ou de presse, ou ses portraits.

## Organisation
Le prix Roger-Pic récompense l’auteur d’un portfolio photographique « témoignant d’un regard humaniste et généreux ». Il est doté d’un montant de 5 000 € par l’association Scam Vélasquez. Le lauréat bénéficie aussi d’une exposition de ses photographies dans la galerie de la Scam.
« Ce prix s’adresse à des photographes professionnels. Les candidates et candidats doivent être majeurs, peuvent être membres ou non de la Scam, de toutes nationalités. »
« Le portfolio présenté ne doit pas avoir été primé antérieurement à l’inscription au Prix. Un seul portfolio par an est éligible ; il doit être différent chaque année. »

## Jury
Le jury pour l’édition 2012, était notamment composé de l’écrivain Jean-Marie Drot (président du jury), de l’historien Jean-Noël Jeanneney et du photographe Marc Le Mené.
Le jury pour l’édition 2021 était composé de Jacques Graf, Sandra Reinflet, Guy Seligmann, Christine Spengler et Steven Wassenaar.
Le jury pour l’édition du 30e anniversaire était composé de Brigitte Patient, Guy Seligmann, Alexis Vettoretti (lauréat 2021), Bénédicte Van der Maar et Tomas van Houtryve.

## Lauréats
- 1993 : Patricia Canino pour sa série intitulée Natures
- 1994 : Giorgia Fiorio (it) pour sa série intitulée Les Mineurs russes
- 1995 : Marc Le Mené pour sa série intitulée L’Homme au chapeau
- 1996 : Jane Evelyn Atwood pour sa série intitulée Les Prisons
- 1997 : Éric Larrayadieu pour sa série intitulée Jours incertains
- 1998 : Christine Spengler pour sa série intitulée Femmes dans la guerre
- 1999 : Gérard Uféras pour sa série intitulée Opéras
- 2000 : Jean-Claude Coutausse pour sa série intitulée Le Vaudou
- 2001 : Tiane Doan Na Champassak pour sa série intitulée Maha Kumbh Mela en Inde
- 2002 : Guy Tillim pour sa série intitulée Kuito, Angola
- 2003 : Olivier Culmann pour sa série intitulée Autour - New York 2001-2002
- 2004 : Philip Blenkinsop pour sa série intitulée Laos, la guerre secrète continue
- 2005 : Martin Kollar pour sa série intitulée Nothing special
- 2006 : Alain Turpault pour sa série intitulée Des orages isolés éclatent sur tout le relief
- 2007 : Cédric Martigny pour sa série intitulée Le Foyer
- 2008 : Philippe Guionie pour sa série intitulée Le Tirailleur et les Trois Fleuves
- 2009 : Michael Ackerman pour sa série intitulée Departure, Poland
- 2010 : Philippe Marinig pour sa série intitulée O Sumo San
- 2011 : Christian Lutz  pour sa série intitulée Tropical gift
- 2012 : Cédric Gerbehaye pour sa série intitulée The land of Cush[3]
- 2013 : Bruno Fert pour sa série intitulée Les Absents
- 2014 : Anne Rearick pour sa série intitulée Afrique du Sud – Chroniques d’un township
- 2015 : non décerné
- 2016 : Pierre Faure, pour sa série intitulée Les Gisants
- 2017 : Romain Laurendeau pour sa série intitulée Derby
- 2018 : Laura El-Tantawy, pour sa série intitulée In the Shadow of the Pyramids
- 2019 : Denis Dailleux, pour sa série intitulée In Ghana – We shall meet again et Tomas van Houtryve pour sa série Lines and Lineage
- 2020 : Sandra Reinflet pour sa série intitulée VoiE.X, artistes sous contraintes[6].
- 2021 : Alexis Vettoretti pour sa série intitulée L’hôtel de la dernière chance[4]
- 2022 : Baudouin Mouanda pour sa série intitulée Ciel de saison[5]
- 2023 : Mário Macilau, pour son projet Faith qui documente la pratique de l'animisme dans le Mozambique contemporain[7],[8].
- 2024 : Corentin Fohlen pour sa série Sueurs et tremblements, fruit d'un travail documentaire engagé au long cours sur sur Haïti [9],[10]